# Louis Nero
Luigi Biancone, connu sous le nom de scène Louis Nero (né le 24 septembre 1976 à Turin) est un réalisateur, scénariste et producteur de cinéma italien. 

## Biographie
Louis Nero (pseudonyme de Luigi Biancone), diplômé en disciplines de l'art, de la musique et du spectacle à l'Université de Turin en 1999, fait ses débuts avec le long métrage Golem. 
En 2004, il devient membre permanent du jury des David di Donatello. 
En 2019, il rejoint United Talent Agency, l'une des agences de talents américaines les plus importantes. Il a créé, produit et distribué six longs métrages, ainsi que de nombreux courts.

## Filmographie

### Comme réalisateur
- 2000 : Golem
- 2005 : Pianosequenza
- 2006 : Hans
- 2008 : La rabbia
- 2010 : Rasputin
- 2014 : Le Mystère de Dante
- 2017 : The Broken Key
- 2024 : Milarepa (en production)

### Comme scénariste
- 1999 : Golem
- 2005 : Pianosequenza
- 2006 : Hans
- 2008 : La rabbia
- 2010 : Rasputin
- 2014 : Le Mystère de Dante
- 2017 : The Broken Key
- 2024 : Milarepa (en production)

### Comme producteur
- 1999 : Golem
- 2005 : Pianosequenza
- 2006 : Hans
- 2008 : La rabbia
- 2010 : Rasputin
- 2014 : Registe
- 2014 : Le Mystère de Dante
- 2017 : The Broken Key
- 2024 : Milarepa (en production)